# Dolichopus sagittarius
Dolichopus sagittarius är en tvåvingeart som beskrevs av Friedrich Hermann Loew 1848. Dolichopus sagittarius ingår i släktet Dolichopus och familjen styltflugor. Inga underarter finns listade i Catalogue of Life.